# Myllykari (ö i Birkaland, Tammerfors)
Myllykari är en helt obetydlig liten ö i Finland. Den ligger i sjön Näsijärvi och i kommunen Tammerfors i den ekonomiska regionen Tammerfors och landskapet Birkaland, i den södra delen av landet, 160 km norr om huvudstaden Helsingfors.